# USS LST-540
O USS LST-540 foi um navio de guerra norte-americano da classe LST que operou durante a Segunda Guerra Mundial.